# Валверде (Катанија)
Валверде је насеље у Италији у округу Катанија, региону Сицилија.
Према процени из 2011. у насељу је живело 4913 становника. Насеље се налази на надморској висини од 347 м.

## Становништво
| 2011. |
| ----- |
| 7.714 |